# Елица Костова
Елица Костова е българска тенисистка. През 2008 г. дебютира в отбора на България за Фед Къп. Неин треньор е Мариано Петигросо.
Най-добрите постижения на Костова през 2007 са достигане до полуфиналите на турнири с награден фонд $10 000 през 2007 г. в Лимож, Франция и Йеси, Италия. През същата година е избрана от Българската федерация по тенис за най-прогресиращата тенисистка.
През 2008 г. достига до финала на турнира в Анталия, започвайки от квалификациите, но губи драматично от първата поставена в схемата. През юни печели първата си титла от турнир на ITF в Алкобака (Португалия). Участва на европейското първенство за девойки до 18 г., където печели бронзов медал. През 2009 г. печели втората си титла на турнира в Хавър.
В средата на 2010 г. Костова постига най-добрите си резултати до този момент, като играе финали на турнирите в Мон дьо Марсан и Контамин Монжоа с награден фонд 25 000 $. Губи първия финал от чехкинята Петра Цетковска, а втория от Андреа Хлавачкова. Тези успехи ѝ носят ново най-добро класиране в световната ранглиста за жени. През октомври 2011 г. успява да спечели първата си титла на турнир от този ранг в Добрич.

## Класиране в ранглистата в края на годината
| Година | 2006 | 2007 | 2008 | 2009 | 2010 | 2011 |
| Сингъл | 1108 | 761  | 440  | 357  | 255  | 148  |
| Двойки | -    | 1003 | 826  | 458  | 337  | 217  |

## Финали

### Титли на сингъл (3)
| Година | Турнир   | Категория    | Съперник       | Резултат    |
| 2008   | Алкобака | ITF $ 10 000 | Аманда Карерас | 3-6 6-2 6-2 |
| 2009   | Хавър    | ITF $ 10 000 | Зина Хаас      | 6-0 6-4     |
| 2011   | Добрич   | ITF $ 25 000 | Елена Богдан   | 7-6(6) 6-2  |

### Загубени финали на сингъл (12)
| Година | Турнир          | Категория    | Съперник                | Резултат          |
| 2008   | Анталия         | ITF $ 10 000 | Мишел Герардс           | 2-6 6-2 6-7(3)    |
| -      | Винарос         | ITF $ 10 000 | Кони Перин              | 4-6 2-6           |
| 2010   | Албуфейра       | ITF $ 10 000 | Евелин Майр             | 4-6 4-6           |
| -      | Мон Дьо Марсан  | ITF $ 25 000 | Петра Цетковска         | 2-6 2-6           |
| -      | Контамин Монжоа | ITF $ 25 000 | Андреа Хлавачкова       | 5-7 6-0 4-6       |
| -      | Уелингтън       | ITF $ 25 000 | Ерика Сема              | 2-6 6-3 4-6       |
| -      | Бендиго         | ITF $ 25 000 | Тимеа Бабош             | 6-3 3-6 5-7       |
| 2011   | Вале до Лобо    | ITF $ 10 000 | Алисън Ван Ютванк       | 4-6 6-4 2-6       |
| -      | Позобланко      | ITF $ 50 000 | Елени Данилиду          | 3-6 2-6           |
| -      | Търнава         | ITF $ 50 000 | Ивон Мойсбургер         | 6-0 2-6 0-6       |
| -      | Коксийде        | ITF $ 25 000 | Кики Бертенс            | 2-6 1-6           |
| -      | Беникарло       | ITF $ 25 000 | Гарбине Мугуруса Бланко | 6-7(3) 7-6(4) 3-6 |

### Титли на двойки (1)
| Година | Турнир | Категория    | Партньор           | Съперници              | Резултат        |
| 2011   | Загреб | ITF $ 25 000 | Барбара Собашкевич | Ани Миячика Ана Врълич | 1-6 6-3 [12-10] |

### Загубени финали на двойки (1)
| Година | Турнир       | Категория    | Партньор  | Съперници                      | Резултат |
| 2009   | Екьордрьовил | ITF $ 10 000 | Кини Лене | Елигзан Лекемиа Констанс Сибил | 4-6 3-6  |